# Müllverbrennungsanlage Beitou
Die Müllverbrennungsanlage Beitou (chinesisch 北投垃圾焚化廠, Pinyin Běitóu lèsè fénhuàchǎng) in Zhoumei, Beitou, Taipeh auf Taiwan ist eine in den 1990er Jahren errichtete Müllverbrennungsanlage, deren Kraftwerk 48 Megawatt liefert.
Im Jahr 2000 wurde bei dem 150 Meter hohen Kamin der Anlage in 120 Meter Höhe ein Drehrestaurant namens Star Tower Restaurant eingerichtet, welches über einen Aufzug erreichbar ist. Um Vorbehalten der Bevölkerung des Stadtteils Beitou sowie des benachbarten Shilin abzubauen, können diese kostenlos die Aussichtsplattform benutzen.
Das 10,6 Hektar große Gelände der Müllverbrennungsanlage besteht aus der Anlage selbst sowie dem Sportpark Zhoumei. Auf Letzterem befinden sich eine Themenhalle, ein Schwimmbad, ein Sportpark, ein Garten, ein Tennisplatz, ein Basketballplatz, ein Kindergarten und ein Parkhaus. Daneben befindet sich auf dem Gelände noch eine Autowerkstatt und eine Autowaschanlage.
Jedes Jahr im siebten Monat des Mondkalenders wird seit 2000 in der Müllverbrennungsanlage Geistergeld verbrannt, um es den Toten im Jenseits zukommen zu lassen.